# Georg Gerstäcker
Georg Gerstäcker (n. 3 iunie 1889, Nürnberg, Imperiul German – d. 21 decembrie 1949, Nürnberg, RFG) a fost un luptător ce a reprezentat Germania, medaliat olimpic. A participat la o ediție a Jocurilor Olimpice (1912) în care a câștigat o medalie de argint.

## Participări
Lista de mai jos prezintă principalele competiții la care a participat Georg Gerstäcker de-a lungul carierei.
- wrestling at the 1912 Summer Olympics – men's Greco-Roman featherweight[*]